# اوراس
اوراس (به ایتالیایی: Uras) یک کومونه در ایتالیا است که در استان اریستانو واقع شده‌است. اوراس ۳۹٫۴ کیلومتر مربع مساحت و ۳٬۰۷۷ نفر جمعیت دارد و ۲۳ متر بالاتر از سطح دریا واقع شده‌است.